# Trebuščica
Trebuščica je štirinajst kilometrov dolga reka v zahodni Sloveniji in levi pritok reke Idrijce. Reka ustvarja dolino, ki ločuje Vojskarsko in Čepovansko planoto. 

## Ime
Etimologija Trebuščice ni razjasnjena, kot tudi ni jasno ali je hidronim v preteklosti bil toponim ali obratno. V kolikor bi 'Trebuša' označevala reko, bi morali po mnenju Silva Torkarja ime poknjižiti v 'Trebušica'.

## Fizična geografija
Trebuščico so avstrijske cesarske oblasti v sklopu vojaških izmeritev leta 1785 opisale kot 10 do 20 korakov široko, 2 do 3 čevlje globoko, z lepim kamnitim dnom in hitrim tokom. Po podatkih ihtiološke raziskave iz leta 1998 je Trebuščica v povprečju široka 11 metrov z najširšim delom v širini 17,7 m, povprečna globina znaša 35 cm. Rečno korito v 30 odstotkih površine prekrivajo večji prodniki, 63 odstotkih prod in sedmih odstotkih pesek. Hitrost rečnega toka je znašala 0,61 m/s, pretok pa 1,6 m3/s. Porečje meri 74 km2. Trebuščica ima dinarsko dežno-snežni režim, viška sta aprila in novembra, nižek avgusta, za slednjega mesečni pretočni količnik znaša 0,55. Trend povprečnih maksimalnih letnih pretokov med leti 1961 in 2010 je padajoč z −57,1 odstotka ali −9,38 m3/s, padajoč je tudi trend maksimalnih letnih pretokov.
Žveplenica, eden izmed številnih pritokov Trebuščice, je tudi eden izmed dveh žveplenih izvirov v Sloveniji, nahaja se v bližini Dolenje Trebuše, celoten tok pa je dolg le nekaj metrov. Izvir sprošča vodo iz triasnega dolomitnega vodonosnika s slabo topnim vodikovim sulfidom, ki se v strugi odlaga v obliki belih vlaken. Žvepleni izvir je od leta 2011 sondiran.

## Flora in favna
V reki živijo genetsko čiste soške postrvi (Salmo marmoratus), lipani (Thymallus thymallus) in velike ozimice (Coregonus lavaretus). Leta 1993 so v projektu rehabilitacije soških postrvi v soškem porečju v Trebuščici odkrili eno izmed osmih genetsko čistih populacij te ribe. Po navedbah ihtiološke raziskave iz leta 1998 soške postrvi predstavljajo 40 odstotkov skupne biomase reke, delež pa je eden najvišjih v jadranskem povodju. Zgornjih šest kilometrov reke je ribiški rezervat in gojitvena voda, nižji tok pa je ribolovna voda.
V sklopu sondiranja izvira Žveplenica so izvedli statistično analizo in odkrili bakterije, filogenetsko podobne gammaproteobakterijam, druge pa epsilonproteobakterijam in deltaproteobakterijam, tri različne skupine arhej in evkarionte iz skupin Alveolata. Genetska analiza je pokazala unikatnost nekaterih najdenih organizmov. Izvir je na mikronivoju zelo raznolik, nekateri že znani organizmi pa so bili v tovrstnem habitatu prvič najdeni.